# Tori Jankoska
Victoria „Tori” Jankoska (ur. 16 września 1994 w Saginaw) – amerykańska koszykarka, polskiego pochodzenia, występująca na pozycji rozgrywającej, obecnie zawodniczka Basketu 90 Gdynia.
Została liderką wszech czasów Michigan State Spartans w liczbie zdobytych punktów (2212), celnych rzutów za 3 punkty (320) oraz rzutów wolnych (478). Zajęła też drugie miejsce w liczbie asyst (489). 10 stycznia 2017 ustanowiła rekord klubu, notując 42 punkty w wygranym 94–75 spotkaniu z Ohio State University.
13 czerwca 2017 zawarła umowę z Basketem 90 Gdynia.

## Osiągnięcia
Stan na 17 czerwca 2017, na podstawie, o ile nie zaznaczono inaczej..
NCAA
- Uczestniczka:
  - II rundy turnieju NCAA (2014, 2016)
  - turnieju NCAA (2014, 2016, 2017)
- Mistrzyni sezonu regularnego konferencji Big Ten (2014)
- Zaliczona do
  - I składu Big Ten (2017)
  - II składu Big Ten (2015, 2016)
  - składu honorable mention:
    - Big Ten (2014)
    - WBCA All-American (2017)